# Rich Eichhorst
Richard A. Eichhorst, detto Rich (21 ottobre 1933), è un ex cestista, arbitro di pallacanestro e arbitro di football americano statunitense, professionista nella NBA.

## Carriera
Disputò una partita con i St. Louis Hawks nel 1961-62, segnando 2 punti. Al termine della carriera divenne arbitro di football americano nella American Football League e nella National Football League, e dal 1970 arbitro di pallacanestro nella NCAA.